# Polgári peres eljárás Donald Trump ellen nemi erőszak és szexuális zaklatás vádjával
Az E. Jean Carroll v. Donald J. Trump elnevezés két polgári peres ügyre vonatkozik, amit E. Jean Carroll írónő indított Donald Trump üzletember ellen. A második per tárgyalásai (amire Carroll II néven hivatkoztak) 2023 áprilisában kezdődtek meg, és Trumpot felelősnek találták az írónő szexuális zaklatásáért és rágalmazásáért. Az üzletembert 5+83,3 millió dolláros büntetés megfizetésére kötelezték.
2019 közepén, Trump elnöksége (2017–2021) közben Carroll azzal vádolta az üzletembert, hogy 1996 elején szexuális erőszakot követett el ellene, amit Trump tagadott. 2019 novemberében Carroll beperelte az elnököt a New York-i Legfelsőbb Bíróságon rágalmazásért. 2020 szeptemberében az Igazságügyi Minisztérium jogászai azt nyilatkozták, hogy mikor tagadta a vádat, Trump azt hivatali szerepében tette, amiről 2023-ban a fővárosi Fellebbviteli Bíróság nem volt hajlandó dönteni, így Lewis Kaplan kerületi bírónak adta tovább az ügyet. A 2023. májusi ítélet után Carroll megváltoztatta perét és hozzáadott Trump egy későbbi beszédéből is részleteket.
2022 novemberében Carroll ismét beperelte Trumpot, amiben ismét rágalmazással vádolta az elnököt, de bővítette szexuális zaklatási vádakkal is. A tárgyalást, aminek bírója szintén Lewis Kaplan volt, 2023 áprilisában és májusában tartották. A bemutatott bizonyítékok között volt Lisa Birnbach és Carol Martin tanúvallomása, akik mindketten azt mondták, hogy Carroll nem sokkal a zaklatás után beszélt velük az esetről, egy kép Carrollról és Trumpról 1987-ből, az elhíresült Access Hollywood felvétel, illetve Natasha Stoynoff és Jessica Leeds tanúvallomásai, akik korábban vádolták az elnököt szexuális zaklatással.

## Háttér

E. Jean Carroll 2006-ban, tíz évvel az esetet követően

2019. június 21-én E. Jean Carroll kiadott egy cikket a New York magazinban, amiben azt mondta, hogy Trump 1995 végén vagy 1996 elején szexuálisan zaklatta a Bergdorf Goodman áruházban, New Yorkban. Annak ellenére, hogy Trump azt mondta, hogy Carroll akkor „egy közel hatvanéves nő volt,” az író mindössze három évvel idősebb a férfinél, 52 volt az eset idején, míg Trump 49. Az incidens részleteiről Carroll 2019-es What Do We Need Men For?: A Modest Proposal című könyvében számolt be. Azt írta, hogy miközben hagyta el a boltot, összefutott Trumppal, és a férfi segítségét kérte ajándékvásárlásban egy nőnek. Azt követően, hogy Carroll egy táskát vagy kalapot javasolt, a fehérnemű szekcióban kötöttek ki, ahol arról viccelődtek, hogy fel kéne próbálniuk egyet-egyet. Carroll elmondása szerint egy próbafülkében kötöttek ki, aminek be volt zárva az ajtaja, és Trump erőszakosan megcsókolta, lehúzta harisnyáját, majd megerőszakolta, mielőtt a nő elmenekülhetett volna. Leírása szerint az erőszak kevesebb, mint három percig tartott, és egyetlen eladó se volt a környéken ebben az időszakban. Lisa Birnbach és Carol Martin is megosztották a New York magazinnal, hogy Carroll nem sokkal az eset után elmondta nekik a történteket.
A vádakat Carroll Trump elnöksége közben hozta nyilvánosságra, egy hivatalos közleményben Trump tagadta, hogy valaha találkozott volna a nővel, azzal vádolta, hogy csak könyveit akarja több példányban eladni, hogy a vádak politikailag voltak motiválva, és ahhoz hasonlította az ügyet, mint amikor Brett Kavanaugh Legfelsőbb Bírósági bíró ellen hasonló vádakkal lépett elő egy nő. Ezek mellett azt mondta, hogy a Bergdorf Goodman megerősítette, hogy nem volt felvételük a két személyről az eset idején, és azzal vádolta a nőt, hogy a Demokrata Párttal vagy a New York magazinnal dolgozott együtt. Egy másik interjúban a The Hillel Trump kijelentette, hogy Carroll „hazudik”, és, hogy „nem az esetem”. Carroll megosztott egy fényképet a New Yorkkal, amin ő és akkori férje, John Johnson látható, Trumppal és akkori feleségével,Ivana Trumppal, 1987-ben. Trump ennek jelentőségét elvetette, azt mondva, hogy „Egy sorban álltam a kabátomban – hagyjuk már – a hátammal a kamera felé. Ötletem sincs, hogy ő kicsoda.”
Carroll eleinte nem volt hajlandó a nemi erőszak kifejezést használni az esetre, úgy érezte, hogy az „áldozat szava lenne”, szerinte túlságosan szexualizálva lett, és sokan „szexinek tekintik.” Küzdelemként írta le.

## Az első per

### Az első rágalmazási per (2019. november – 2023. március)
2019 novemberében Carroll beperelte Trumpot a New York-i Legfelsőbb Bíróságon rágalmazásért. A perben azt írta, hogy Trump kárt tett hírnevében, pályafutásában, és érzelmi károkat is okozott.
Évtizedekkel ezelőtt az Egyesült Államok jelenlegi elnöke megerőszakolt. Mikor összeszedtem a bátorságom, hogy felszólaljak, rágalmazni kezdett, azzal vádolt, hogy hazudtam saját javamért, még a kinézetemet is szidta. Soha nem kellene ezt átélnie egy nőnek. De ez a per nem csak rólam szól. Minden olyan nő érdekében indítom ezt a pert, akit valaha zaklattak, elnémítottak vagy rágalmaztak, kirúgtak, nevetség tárgyává tettek vagy lekicsinyeltek, mikor felszólalt.
– E. Jean Carroll a perről az NPR-nak, 2019-ben
A Fehér Ház szóvivője, Stephanie Grisham azt nyilatkozta a perről, hogy „komolytalan”, és Carroll elmondása hamis volt.

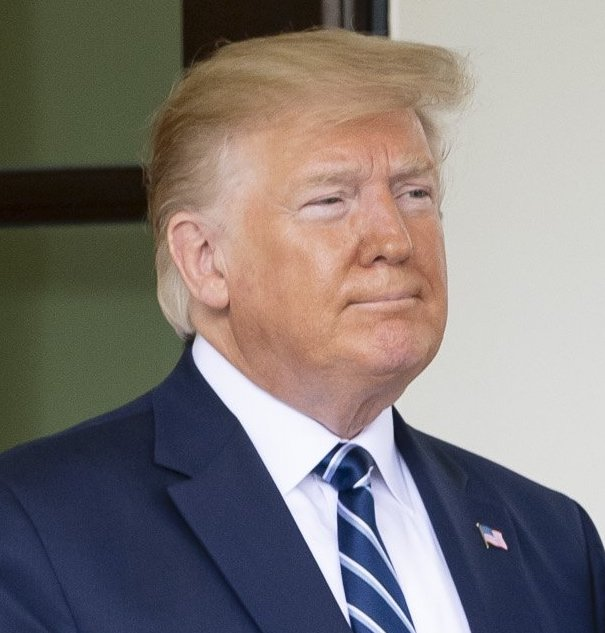
Trump 2019 júniusában

2020 januárjában Carroll ügyvédjei kérelmet adtak be egy DNS-mintára Trumptól, hogy összehasonlíthassák egy ismeretlen férfi DNS-ével, ami a fekete ruhán volt, amit a nő viselt az eset napján. 2020 decemberében Carroll ügyvédjei azt nyilatkozták, hogy hajlandó volt a DNS-mintagyűjtést elhalasztani, azért cserébe, hogy hozzáférést kaphassanak szükséges iratokhoz. A DNS-kérelemben szerepelt a nő DNS-e és öt másik személyé, aki esetleg érintkezhetett a ruhával.
2020 szeptemberében az Igazságügyi Minisztérium (DOJ) jogászai azt nyilatkozták, hogy Trump hivatali szerepében tagadta Carroll vádjait, illetve, hogy a Federal Tort Claims Act törvénynek köszönhetően joguk van elvenni az ügyet Trump magánjogászaitól és szövetségi szintre emelni azt. Ezt egy, a Fehér Házban dolgozó tisztviselő is megerősítette. Carroll jogásza, Roberta Kaplan (akinek semmilyen rokoni kapcsolata nincs a bíró Lewis Kaplannal) azt mondta, hogy „Trump próbálkozásai, hogy kihasználja az amerikai kormány hatalmát, hogy elkerülje a felelősséget viselkedéséért, teljesen példátlan". 2020 októberében Lewis Kaplan kerületi bíró elutasította a minisztérium kérvényét, azt mondva, hogy az elnök nem a kormány alkalmazottja és szavainak semmi köze nem volt munkaköréhez. A következő hónapban a minisztérium fellebbezte az ítéletet.
2021 júniusában, már a Biden-kormány hivatali ideje alatt, az Igazságügyi Minisztérium azzal érvelt a Fellebbviteli Bíróságon, hogy a DOJ egyik saját jogászának kéne védenie Trumpot, hiszen az, hogy „A nyilvánosságnak és a sajtónak nyilatkozott egy üggyel kapcsolatban, ami érintheti a nyilvánosságot, igenis egy megválasztott tisztviselő feladata.” 2022. szeptember 27-én az ítélet feladatát továbbadta a körzeti bíróságnak, mert nem akarták meghozni a döntést, hogy Trump védheti-e magát korábbi tisztségével. Trump ügyvédje, Alina Habba méltatta a döntést. 2023 áprilisában a fővárosi Fellebbviteli Bíróság sem volt hajlandó dönteni az ügyben.
2023 januárjában is ugyanerre az ítéletre jutott a fellebbviteli bíróság, Lewis Kaplanre hagyták a döntés jogát. 2023 márciusában Kaplan úgy döntött, hogy az Access Hollywood-felvételt és Jessica Leeds, illetve Natasha Stoynoff tanúvallomásait felhasználhatják a tárgyalások közben mint bizonyíték.

### Trump 2022. októberi közleménye
2022. október 12-én Trump megosztott egy hosszú posztot a Truth Social platformon E. Jean Carrollról, amiben egy fénykép is szerepelt a The Washington Postból, amit 2019 júniusában készítettek. Carroll később be tudta bizonyítani, hogy ez a poszt rágalmazás volt.
Ez a „Ms. Bergdorf Goodman”-ügy egy átverés... Nem ismerem ezt a nőt, ötletem sincs, hogy kicsoda, annak kivételével, hogy úgy tűnik van egy képe rólam sok-sok évvel ezelőttről férjével, ahogy kezet rázunk egy jótékonysági eseményen. Kitalált egy sztorit, hogy találkoztam vele egy zsúfolt New York-i áruház ajtajainál és perceken belül elalélt tőlem. Ez egy Átverés és hazugság, mint az összes másik Átverés, amit megpróbáltak velem eljátszani az elmúlt hét évben... Ötlete sincs, hogy melyik nap, melyik héten, melyik hónapban, melyik évben vagy melyik évtizedben történt ez az úgynevezett eset. Azért nem tudja, mert soha nem történt meg és nem akar belemenni a részletekbe, amiket be lehet bizonyítani, hogy hamisak. Ha megnézed Anderson Cooper interjúját vele, ahol népszerűsített egy borzasztóan vacak könyvet, látni fogjátok, hogy egy teljes Átverés. Az elejétől a végéig megváltoztatta a sztoriját a reklámszünet után, hogy az megfeleljen a CNN-nek és Andy Coopernek. E. Jean Carroll nem az igazat mondja, egy nő, akihez semmi közöm, nem ismerem és soha nem is akartam volna megismerni, még ha lehetőségem is lett volna rá.
— részlet Trump 2022. októberi közleményéből

### Trump 2022. októberi tanúvallomása

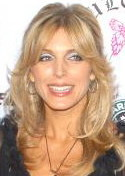
Marla Maples, Trump második felesége, akit a volt elnök az 1987-es fényképen összetévesztett Carrollal

Trumpot Roberta Kaplan kérdezte ki október 19-én. Trump azt nyilatkozta, hogy általában voltak testőrei az időszakban, de egyet se tudott megnevezni. Tagadta, hogy kapcsolatba lépett volna a Bergdorf Goodmannal 2019-es közleménye előtt, azt mondva, hogy „ha megtörtént volna, perceken belül nyilvános lett volna.” Azzal vádolta Carrollt és ügyvédjét, hogy „Hillary Clintonnal szövetkeztek,” amit azon alapozott, hogy „valaki ezt mondta” neki, de bevallotta, hogy tudomása se volt Carroll politikai hovatartozásáról vagy arról, hogy a nő tényleg politikai céllal perelte volna be. A meghallgatás közben többször is azzal vádolta Roberta Kaplant, hogy Hillary Clinton vagy a Demokrata Párt politikai bábja lett volna. Mikor megkérdezték, hogy volt-e információja arról, hogy Carroll együttműködött a párttal vagy a New York magazinnal, Trump azt mondta, hogy „Majd értesítelek.” A tanúvallomás felvétele után azzal fenyegette Carrollt és Kaplant, hogy bepereli őket és azzal az írónőt, hogy szabotálni akarja 2024-es elnökségi kampányát. Trump az egész ügyet egy átverésnek nevezte.
Trump többször is megismételte, hogy Carroll nem az esete és azt mondta az ügyvédnek, hogy „Téged se választanálak ki... semmilyen körülmények között.” Trumpnak megmutatták a képet, amiről azt mondta, hogy egy jótékonysági eseményen történt, tévedésből Carrollra azt hitte, hogy volt felesége, Marla Maples volt, annak ellenére, hogy első felesége Ivana Trump is szerepelt a fotón. Azt követően, hogy észrevette hibáját, arra fogta azt, hogy a kép „nagyon homályos” volt. Ezt követően megerősítette, hogy mindegyik felesége az „esetem volt” és, hogy ez alatt főleg testi jellemzőikre gondolt. Annak ellenére, hogy letámadta Carrollt, hogy nem emlékezett pontosan az évre, amikor az eset történt, Trump se tudta megmondani, hogy melyik évben kezdődött vagy lett vége bármelyik házasságának a három közül és azt nyilatkozta, nem emlékezett, hogy voltak-e viszonyai első házassága közben (beleértve Maplest, annak ellenére, hogy köztudott volt, hogy megcsalta feleségét a nővel).
Trump többször is megismételte, hogy nem ismerte Carrollt a per előtt, „őrültnek” nevezte és alaptalanul azt mondta, hogy a nő arra utalt az Anderson Cooperrel készített interjújában a CNN-nel, hogy „imádta” az állítólagos nemi erőszakot és azt mondta, hogy „a nemi erőszak nagyon szexi.” (Carroll valós szavai: „Nem dobott a földre, ami... A nemi erőszak (angol megfelelője: rape) szó annyi szexuális konnotációval rendelkezik. De ez nem–ez nem volt szexuális. Csak fájt... Szerintem sokan úgy gondolnak a nemi erőszakra, mint valami szexi dolog.”) Trump azt mondta, hogy Carroll azzal vádolta, hogy elcsábította, amely szót azért használta, mert szerinte szebb volt, mintha azt mondta volna, hogy „megbasztam.” Mikor megkérdezték tőle, hogy elhangzott-e a következő mondat az Access Hollywood-felvételben: „Mikor egy sztár vagy, gyönyörű nők engedik neked. Bármit megengednek... Megragadod a puncijukat,” a volt elnök azt válaszolta, hogy „Ez igaz a sztárokra. Ha az elmúlt egy millió évre visszatekint az ember, ez sok esetben igaz, sajnos vagy nem sajnos.” Ezt követően pedig egyetértett azzal, hogy ő is egy ilyen „sztár.”

### Testi sértési vádak (2022. november,Carroll II)
2022. november 24-én Carroll beperelte Trumpot testi sértésért az Adult Survivors Act törvény segítségével (amit előző év májusában fogadtak el és lehetővé teszi szexuális zaklatás áldozatainak, hogy polgári pert indítsanak az elévülési határidő lejártával is). Carroll az új perben ismét szerepeltette a rágalmazás vádját, feltüntetve az elnök posztját a Truth Socialön, mint példa. A második per szerint: Trump durván lefogta Carrollt, „lerántotta harisnyáját,” megfogdosta nemi szervét és megerőszakolta, aminek következtében Carroll azt mondta, hogy többet nem volt képes szexuális kapcsolatot építeni. Carroll a perben kompenzációt kért és, hogy Trump törölje a posztot Truth Socialről. Trump ügyvédjei azt nyilatkozták, hogy meg fogják próbálni az ügyet teljesen elvetetni, alkotmányellenesnek nevezték. Lewis Kaplan ezt elutasította és április 25-re helyezte a tárgyalás dátumát.
Tekintve, hogy a második ügy neve is E. Jean Carroll v. Donald J. Trump lett, általában Carroll II néven hivatkoztak rá.

### Változtatások az eredeti rágalmazási perben
Carroll 10 millió dolláros kárpótlást kért, a nő 2023. május 22-én módosította az eredeti pert és hozzáadott újabb kijelentéseket, amik az első ítélet után születtek, egy CNN-közvetítés közben és a Truth Socialön. Azt követően, hogy beadták a módosítási kérvényt, Trump folytatta negatív nézeteinek megosztását, amiben elismerte, hogy korábban találkozott a nővel, annak ellenére, hogy 2019-es közleménye óta tagadat azt.
Május 26-án és június 5-én beadott kérvények szerint Trump jogászai megpróbálták megakadályozni a módosítást, például azt, hogy a nemi erőszak kifejezést szexuális zaklatásra változtatta.

## Carroll II

### A tárgyalás előtt (2023. január–április)
2023. január 31-én Joe Tacopina lett Trump ügyvédje. Február 10-én azt mondta, hogy Trump hajlandó lenne DNS-bizonyítékot adni, annak ellenére, hogy a kérelem már három évvel korábban lejárt. Tacopina hozzátette, hogy először elérhetővé kell tenniük Carroll DNS-jelentését, és az elnök DNS-ét csak az összehasonlításra adnák be. Február 15-én a bíró elutasította az ajánlatot, és azt mondta, hogy Trump egyértelműen csak halasztgatni akarja a folyamatot. Ezek mellett azt is megemlítette, hogy ha Trump DNS-e szerepelne is a ruhán, az nem bizonyítaná, hogy nemi erőszak történt. Márciusban betiltotta a DNS-bizonyíték említését a tárgyaláson.
2023. február 16-án Trump jogászai beadtak egy kérvényt, hogy a tárgyaláson ne lehessen felhasználni Leeds és Stoynoff tanúvallomását, illetve az Access Hollywood-felvételt, amit Carroll ügyvédje arra használt, hogy bizonyítsa korábbi példák létezését, hogy Trump szexuálisan zaklatna nőket. Március 2-án Trump ügyvédjei ismét kérték a felvétel felhasználásának betiltását, azzal érvelve, hogy a felvétel nem bizonyítja be azt, hogy Trumpnál jelen lett volna az a viselkedés, amivel Carroll vádolja. Márciusban Kaplan úgy döntött, hogy a két nő és két Bergdorf Goodman-biztonsági őr tanúvallomását és a felvételt fel lehet majd használni érvelés közben bizonyítékként a tárgyaláson. Kaplan ezek mellett elutasította mindkét oldal javaslatát, hogy a két pert egyesítsék.
Február 23-án Trump ügyvédjei kérték, hogy a második per rágalmazási részét utasítsa el a bíró, azzal érvelve, hogy az októberi Truth Social-poszt mindössze az elnök reakciója volt az első perre, ami csak korábbi véleményeket erősített meg, és védve volt a New York-i Állami Polgárjogi Törvény §74 cikkelye által. Kaplan ezt elutasította.
Március 11-én Kaplan megkérdezte Trumpot és Carrollt, hogy ellenzik-e egy anonim esküdtszék használatát. Tizenkét nappal később úgy döntött, hogy az esküdtszék anonim lesz. Ezt azzal indokolta, hogy ismert, hogy Trump lázító retorikát használ saját maga által kitalált ellenségei ellen, mint azt az okirathamisítási perben is tette. Április 10-én Kaplan úgy döntött, hogy még az ügyvédek se tudhatják az esküdtszék tagjainak nevét, azt követően, hogy Trump hívei többször is megfenyegették Juan Merchan bírót, aki a The Trump Organization elleni eljárásban bíráskodott. Négy nappal később Kaplan elutasította Trump ügyvédjeinek kéréseit, hogy kaphassanak információt az esküdtszék tagjairól, hogy elkerülhessenek bármiféle elfogultságot.
Április 10-én tíz napot adtak a két oldalnak, hogy eldöntsék, részt fognak-e venni személyesen a tárgyaláson. Tacopina, Trump ügyvédje azt mondta, hogy „pénzügyi és logisztikai nehézség lenne New York városának,” hogy biztosítani tudják az elnök jelenlétét. Április 20-án a bíró azzal érvelt, hogy Trumpnak bőven elég ideje volt arra, hogy megtervezze az utazását a városba, és hogy a Titkosszolgálatnak nem lenne könnyebb dolga a nemrég bejelentett április 27-i kampányeseményen megvédeni őt, mint az egy időben történő tárgyaláson, New Yorkban.
Április 11-én Tacopina kérte a tárgyalás elhalasztását egy hónappal, azzal érvelve, hogy a Stormy Daniels-ügy jelenléte a sajtóban elfogulttá teheti az esküdtszéket. Carroll ügyvédjei erre azzal válaszoltak, hogy Trump „önmaga akarta azt a hírverést, amivel most neki van problémája.” Április 17-én Kaplan egyetértett Carroll ügyvédjeivel, és elutasította a halasztást, azzal érvelve, hogy semmi bizonyíték nincs arra, hogy májusban könnyebb lesz kiválasztani az esküdtszéket.
Április 13-án Trump ügyvédjei azt kérték, hogy nyissák meg újra a per felfedezési fázisát, hogy megkérdezhessék Carrollt, hogy tudta-e, hogy ügyvédje cége kapott adományokat Reid Hoffman demokrata párti milliárdostól, a LinkedIn alapítójától. Kaplan ezt engedélyezte, de csak erre az egyetlen kérdésre. Trump ügyvédjei egy egész hónapot kértek ennek kinyomozására, Kaplan viszont nem volt hajlandó ismét halasztani a tárgyalást. Április 21-én Kaplan véget vetett az információgyűjtésnek Hoffman adományaival kapcsolatban.

### A tárgyalás (2023. április–május)
A tárgyalás 2023. április 25-én kezdődött meg New York déli körzetének szövetségi bíróságán. Aznap a bíró egy hat meg nem nevezett férfiből és három nőből álló esküdtszéket választott ki, akiket a United States Marshals Service rendőrszolgálat szállított föld alatti alagutakon keresztül a tárgyalás idején. Nyitóbeszédében a bíró felszólította mindkét fél ügyvédjeit, hogy tartsák távol magukat olyan megjegyzésektől, ami „erőszakot ihletne.”
Carroll április 26-án adta tanúvallomását, azt nyilatkozva, hogy nem volt róla tudomása, hogy az eset során voltak-e a közelben alkalmazottak, mert a bolt egy másik emeleten volt, így a mozgólépcsőre koncentrált és azon gondolkozott, milyen vicces anekdota lesz a két fél találkozása. Azt mondta, hogy miután belépett a próbafülkébe, Trump a falhoz vágta a nőt (aminek következtében megsérült a feje) és megujjazta, mielőtt péniszét is hüvelyébe helyezte volna, fájdalmat okozva Carrollnak. Az írónő azt mondta, hogy próbált küzdeni a férfi ereje ellen és, amikor később elhagyta a boltot, nagyon feldúlt volt és nem tudta elhinni, mi történt. Telefonon beszélt barátnőjével, Lisa Birnbachhal, arra gondolva, hogy „Ha Lisa úgy gondolta, hogy vicces, akkor ez nem volt egy rossz dolog, nem csináltam valami teljes hülyeséget,” ezt azzal indokolva, hogy akkor még nem dolgozta fel teljesen a történeteket. Birnbach azt mondta a telefonon nevető Carrollnak, hogy nem volt vicces, hogy megerőszakolták és, hogy azonnal jelentse az ügyet a rendőrségnek.
Carroll azt mondta, hogy miután beszélt az esetről munkatársával, Carol Martinnal, aki később megerősítette, hogy Carroll félt attól, hogy mi lesz a reakció arra, ha megosztja történetét és, hogy Trump meg fogja támadni ügyvédjein keresztül. Ezek mellett elismerte politikai undorát Trump felé, és azt nyilatkozta, hogy az elnök többször is hazugnak nevezte és tönkretette hírnevét, annak ellenére, hogy ő mit tett majdnem három évtizeddel korábban. Azt mondta, hogy azért nem lépett előre vádjaival a 2016-os kampányidőszakban, mert „egyre több nő vádolta hasonló bűncselekményekkel, de ennek ellenére egyre jobb teljesítménye volt közvéleménykutatásokon.” Ezek mellett azt is elmondta, hogy eredetileg azt hitte az eset 1994-ben vagy 1995-ben történt, mielőtt rájött, hogy Lisa Birnbach 1996 februárjában a Mar-a-Lagóba utazott, hogy írjon Trumpról, amit nem tett volna meg, ha tudott volna az esetről.
Ugyanezen a napon Carroll ügyvédjei bemutattak egy 2017-es e-mail-váltást, ami a nő és Martin között zajlott. Carroll tagadta Tacopina vádját, hogy az üzenetek azt bizonyították, hogy a páros összeesküdött Trump életének tönkretételére. A Bergdorf Goodman egyik alkalmazottja azt nyilatkozta, hogy gyakori volt, hogy egyes részlegeken egyetlen dolgozó se volt jelen és, hogy a próbafülkéket nyitva hagyták, de azok automatikusan bezáródtak, ha valaki becsukta az ajtókat. Ezek mellett a bíró úgy döntött, hogy Reid Hoffman pénzügyi támogatása nem releváns az ügyben, azt mondva, hogy semmi hitelessége nincs a vádnak. Trump ismét megosztotta véleményét az ügyről a Truth Social weboldalon, átverésnek nevezte és megemlítette (az egyébként az ügyben fel nem használható) DNS-bizonyítékot. Kaplan felszólította Tacopinát, hogy fogja vissza ügyfelét ilyen felszólalásoktól.
Április 27-én Tacopina kikérdezte Carrollt, feltette a kérdést, hogy miért nem kiabált az eset közben. Carroll erre azt válaszolta, hogy „túlságosan pánikba esett” ahhoz, hogy kiabálni tudjon. Hozzátette, hogy nagyon meglepte a hirtelen erőszak, amit Trump azzal kezdett, hogy a falnak lökte és elkezdte csókolni, majd azzal végződött, hogy Trump szó nélkül elhagyta az épületet. Megemlítette azt is, hogy egyetlen más vásárlót se látott a boltban, miközben elhagyta az épületet. Azt mondta, hogy a per indítása óta megbánta azt, hiszen folytonosan fenyegetésekkel kell küzdenie. Azt mondta, hogy nem tudta miről szólt a 2017-es e-mail, amit Martinnak küldött, illetve, hogy azért nem jegyezte fel naplójában az eseményt, mert akkor gondolni kellett volna rá. Hozzátette, hogy a #MeToo-mozgalom inspirálta, hogy megossza történetét. Azt mondta, hogy ugyan akarta, hogy könyve sikeres legyen, nem voltak pénzügyi problémái. Tacopina szóba hozta a ruhát, amit Carroll viselt az eset napján, aminek következtében a bíró lezárta a tárgyalást a napra, hiszen azt betiltotta.
Carroll május 1-én fejezte be tanúvallomását, Tacopina kiemelte, hogy szerinte Carroll elmondása többször is ellentmondásos volt, beleértve azt, hogy a nő azt mondta, hogy az esetet követő években nem használta a Bergdorf próbafülkéit, majd később azt, hogy mégis volt ott az eset óta. Tacopina lejátszott egy hangfelvételt, amiben Carrollt lehetett hallani, ahogy arról beszél, hogy nem hibáztatja Trumpot az író romantikus életének megszüntetéséért, azt mondva, hogy „nem találkoztam azzal a személlyel, aki ezt kiváltotta volna belőlem” és, hogy „lehetséges, hogy abban az próbafülkében megölte a vágyamat a vágyakozásért.” Carroll hozzátette, hogy „nagy rajongója” volt Trump The Apprentice című műsorának. Ezek mellett volt egy olyan posztja közösségi média oldalén, hogy „Közösülnél Donald Trumppal 17 ezer dollárért? Akkor is, ha a) a pénzt jótékony célra fordíthatnád? b) becsukhatnád a szemed? És ő meg se szólalhatna.” Ezek mellett Tacopina megkérdezte a nőt, hogy látta-e az Esküdt ellenségek: Különleges ügyosztály 2012-es epizódját, amiben egy Bergdorf-próbafülkében történt nemi erőszak esetét nyomozzák ki, amire Carroll azt válaszolta, hogy „nem” és egy „megdöbbentő” véletlennek nevezte. Carroll ezek mellett azt is elmondta, hogy „Nem akartam, hogy bárki tudja, hogy szenvedek. Máig szégyelltem volna megosztani másokkal, hogy mi is történt valójában.”
Május 1-én Trump ügyvédjei a tárgyalás újrakezdését kérték, mert úgy érezték, hogy a bíró igazságtalan volt a volt elnökkel szemben. Carroll kikérdezése közben Tacopina megkérdőjelezte Carroll 2019-es könyvének egyik fejezetét, amiben arról beszélt, hogy minden férfit Montanába kéne küldeni átképzésre, amit a bíró azzal magyarázott ,hogy egy utalás volt Jonathan Swift Szerény javaslat című könyvére, aminek címét Carroll átvette a 2019-es könyv alcímeként, amiben Swift szatirikusan azt írta, hogy a szegény ír szülők jobban járnának, ha eladnák gyermekeiket ételként a gazdagoknak. Tacopina kijelentette, hogy a bíró magyarázata csak jobbá tette Carroll vallomását. Kaplan magyarázat nélkül elutasította a kérelmet.
Május 2-án Carroll szemtanúi adtak tanúvallomásokat. Lisa Birnbach azt mondta, hogy 1996-ban, azt követően, hogy találkozott Trumppal januárban, hogy készítsen vele egy interjút egyik cikkéhez, amit a New Yorknak írt, Carroll felhívta őt, hogy elmondja, hogy Trump nem sokkal korábban megerőszakolta. Birnbach többször is felajánlotta, hogy elviszi Carrollt a rendőrségre, de az írónő ezt elutasította és megkérte, hogy tartsa titokba a beszélgetést. Birnbach azt mondta, hogy a 2019-es könyvig nem beszélt az esetről senkivel. Jessica Leeds, aki az időben tőzsdeügynökként dolgozott, azt vallotta, hogy Trump Carrollhoz hasonlóan megfogdosta, mikor egy repülőn utazott az 1970-es évek végén. Leeds azt mondta, hogy egy légiutas-kísérő az első osztályra hívta őt és Trump mellé ültette, akit ő akkor nem ismert és azt mondta, hogy a férfi megfogta melleit és megpróbálta megcsókolni, de Leeds elhúzódott, mikor Trump megpróbált a szoknyája alá nyúlni. Azt mondta, hogy ültek mögötte utasok, akik nem léptek közbe és, hogy az eset nagyjából egy percig tarthatott. Leeds azt mondta, hogy nem beszélt soha az esetről, de később összefutott Trumppal, aki akkor úgy hivatkozott rá, mint „a picsa a repülőről.” Ugyanezen a napon Tacopina megerősítette, hogy Trump nem fog vallomást tenni a tárgyaláson.
Május 3-án Carroll ügyvédje bemutatott egy videót Trump októberi tanúvallomásáról. Trump ebben azt mondta, hogy nagyon ritkán vásárolt a Bergdorf Goodmanben és megismételte, hogy nem olvasta Carroll vádait könyvében vagy a New York magazinban. Egy pszichológus, aki foglalkozott Carrollal, azt vallotta, hogy a nő egyértelmű kárt szenvedett az erőszak következtében, de mentális zavar jelenlétét nem fedezte fel. Natasha Stoynoff újságíró azt vallotta, hogy miközben 2005 decemberében meglátogatta a Mar-a-Lago rezidenciát, Trump megmutatott neki egy szobát, miközben felesége, Melania átöltözött. Stoynoff elmondása szerint Trump egy falnak lökte és megcsókolta, miközben az újságíró megpróbálta ellökni magától. A férfi azt mondta neki, hogy viszonyuk lesz és volt felesége, Marla Maples ismert mondását („Életem legjobb szexe”) idézte. Stoynoff azt mondta, hogy nagyon kevés emberrel osztotta meg az esetet, mert nem akarta, hogy rossz befolyással legyen karrierjére. Lejátszottak egy videót az esküdtszéknek, amiben Trump tagadta Stoynoff vádait, azt mondva, hogy a nő nem vonzó. Trump ügyvédjei nem tervezték bemutatni a védelem érveit.
Május 4-én Carol Martin vallomásában hitelesítette Carroll elmondását a beszélgetésükről az eset után, azt mondva, hogy valamikor 1994 és 1996 között történt és, hogy emlékezett arra, Carroll megosztotta vele, hogy Birnbachnak is elmondta. Martin azt mondta, hogy ő és Carroll nem esküdött össze Trump ellen, de üzeneteiben kifejezte gyűlöletét a férfival szemben. Lejátszották Trump vallomásának részeit, még aznap mindkét fél befejezte érveinek bemutatását. Még május 4-én Trump kiadott egy közleményt Írországból, amiben arra utalt, hogy esetleg visszatér a tárgyalásra. A bíró engedélyezte Trumpnak a tárgyalás újranyitását, de a volt elnök nem válaszolt a május 7-i határidőig.
Május 8-án lehetett hallani a záróbeszédeket. Carroll ügyvédje, Roberta Kaplan kiemelte ügyfele öltözékét az eset közben – egy gyapjúruha harisnyával –, aminek segítségével le tudták szűkíteni az időszakot, amikor az eset történhetett, ami biztosan Birnbach 1996. februári cikke után történt és valószínűleg egy csütörtökön, hiszen a bolt tovább nyitva volt, mint a megszokott időpont. Ezek mellett az eset abban az időben történt, mikor Carroll egy talk show (America’s Talking) házigazdája volt 1994 és 1996 között, amit Roberta Kaplan szerint valószínűleg Trump látott, mivel pont az előtt adták le, mielőtt vele egy interjú készült ugyanabban az épületben. Kaplan hozzátette, hogy Carroll „próbálta elfogadni, hogy megtámadták,” amire „nagyon részletesen emlékezett.” Kaplan ezek mellett kiemelt egy pillanatot Trump vallomása közben, mikor Trump összekeverte Carrollt volt feleségével, annak ellenére, hogy azt mondta, hogy az írónő nem az esete és hozzátette, hogy egyértelműen látszik, hogy Trump viselkedése, mikor észreveszik hazugságát megpróbálja kimagyarázni magát a helyzetből, megszokott. Carroll egyik másik ügyvédje azt mondta, hogy Tacopina főleg a retorika alapján próbálta védeni Trumpot, nem a bizonyítékok alapján és kiemelte, hogy Trump nem is volt hajlandó személyesen tagadni a vádakat. Ezek mellett gúnyolta az ötletet, hogy Carroll Trumpot az Esküdt ellenségek: Különleges ügyosztály történetének felhasználásával próbálta volna tönkretenni. Tacopina főleg az Access Hollywood-felvételre koncentrált és azzal vádolta Carrollt, hogy megváltozatta elmondását az esetről, hogy Trumpot elítéljék. Ezek mellett azzal zárta beszédét, hogy Carroll azt akarta elérni, hogy annyira utálja az esküdtszék Trumpot, hogy figyelmen kívül hagyják a tényeket.

#### Az ítélet
Az esküdtszék ítélete május 9-én született meg, kevesebb, mint három óra mérlegelés után. A bizonyíték túlsúlyának következtében az esküdtszék kijelentette, hogy Carroll nem tudta bebizonyítani, hogy Trump megerőszakolta, majd azt, hogy Carroll be tudta bizonyítani, hogy a férfi szexuálisan zaklatta és rosszindulatúan rágalmazta, főként a 2022. októberi Truth Social-posztban. Az esküdtszék összesen 5 millió dollárt ítélt Carrollnak kárpótlásként.
Trump ezt követően kijelentette, hogy fellebbezni fogja az ügyet, bizonygatta, hogy megpróbálták elnémítani, mint elnökjelölt. Május 11-én fellebbezte az ítéletet, június 8-án ügyvédjei arra kérték a bírót, hogy csökkentse az odaítélt összeget 1 millió dollár alá, vagy engedélyezzen egy újabb tárgyalást, hogy az összeget felülvizsgálhassák.

### A tárgyalás után
Egy interjúban a CNN-nel az ítélet utáni napon Trump folytatta Carroll rágalmazását, őrültnek nevezte és azt mondta, a tárgyalás el volt csalva. Tagadta, hogy megerőszakolta volna a nőt és ismét azt mondta, hogy „fogalma sincs kicsoda.” Ennek következtében Carroll megfontolta egy harmadik per indítását is.

## Fordítás
Ez a szócikk részben vagy egészben  az   E. Jean Carroll v. Donald J. Trump című angol Wikipédia-szócikk ezen változatának fordításán alapul.  Az eredeti cikk szerkesztőit annak laptörténete sorolja fel. Ez a jelzés csupán a megfogalmazás eredetét és a szerzői jogokat jelzi, nem szolgál a cikkben szereplő információk forrásmegjelöléseként.